# 4234 Євтушенко
4234 Євтушенко (4234 Evtushenko) — астероїд головного поясу, відкритий 6 травня 1978 року.
Тіссеранів параметр щодо Юпітера — 3,170.